# まじめにヤバシティ
まじめにヤバシティは主にYouTubeで活動する日本のゲーム実況グループである。
『Minecraft』のサバイバル動画を中心に「Tierキン」や「お気遣い学」といったバラエティ動画など様々な活動を行っている。YouTubeチャンネル説明の「楽しくワイワイやっていこうぜ！」の通りメンバーの賑やかで自由奔放な掛け合いが特徴である。
なお○○の主役は我々だ!の元メンバーたちのグループだが、YouTubeチャンネル説明などにある通り、元の組織の活動とは関係ない姿勢を示している。

## 経歴
2024年9月6日、YouTubeチャンネル『まじめにヤバシティ』を登録。7日に「へーここが神のフィールドかー【ゴッドフィールド】」を初投稿。
同年10月1日、会員限定プラットフォーム『まじめにヤバシティ GOGOGO 』を開設。
同年11月29日、この日に公開された映画『PUI PUI モルカー ザ・ムービー MOLMAX』に鬱先生、ちーの、最高コーラでAIモルカーの声優として参加。また『まじめにヤバシティ』チャンネルで公開記念動画が投稿された
2025年3月8日、ところざわサクラタウン『新クトゥルフ神話TRPGーリハーサルが終わらないー』公式ライブステージに鬱先生が出演。
同年4月26日、27日、幕張メッセで行われた『ニコニコ超会議2025』にブース「超ヤバシティ2025」で初参加。
同年同月29日、さいたまスーパーアリーナで行われた『しぐなるわん』に鬱先生、ちーのがゲスト出演。
同年7月5日、YouTubeチャンネル『まじヤバの里【アーカイブ保管庫】』を開設。

## メンバー
鬱先生
ショッピ
ゾム
トントン
シャオロン
エーミール